# Daniela Iraschko-Stolz
Daniela Iraschko-Stolz (født Iraschko; født 21 November 1983) er en østrigsk skihopper. Hun er en af disciplinens mest succesfulde kvindelige atleter. Hun vandt World Cup i sæsonen 2014/15. Siden 2003 har hun holdt kvindernes skihop verdensrekord af 200m, og er dermed den eneste kvinde, som har landet et skihop over 200m.

## Karriere
Iraschko-Stolz har deltaget i skihopkonkurrencer siden 2000. Hun er mest kendt for sine tre sejre ved Holmenkollen Ski Festival (2000, 2001, 2003). I sæsonen 2009/10 vandt hun kvindernes Continental Cup. Hun vandt en guldmedalje på Vinter Universiaden i Torino såvel som guldmedaljen i 2011 Skihop World Championships på Holmenkollen. I 2014 vandt hun sølv ved Vinter-Ol i Sochi. På World Cup-niveau, har hun ni individuelle sejre og fik en andenplads i den første Women's World Cup-sæson i 2011/12.
Den 29. januar 2003 blev Iraschko-Stolz den første kvinde til at hoppe over 200 meter mens hun trænede til en World Cup-konkurrence i Kulm, hvilket er en rekord, der stadig holder i dag.
På grund af en skade, var hun ikke i stand til at deltage i Nordic World Championships i 2013.

## World Cup

### Sæsoner
| Sæson   | Alt i alt               | L3  |
| ------- | ----------------------- | --- |
| 2011/12 | 2nd, silver medalist(s) | N/A |
| 2012/13 | 10                      | N/A |
| 2013/14 | 5                       | N/A |
| 2014/15 | 1st, gold medalist(s)   | N/A |
| 2015/16 | 2nd, silver medalist(s) | N/A |
| 2016/17 | 6                       | N/A |
| 2017/18 | 7                       | —   |

### Vinder
| Nej. | Sæson   | Dato             | Beliggenhed  | Hill                              | Størrelse |
| ---- | ------- | ---------------- | ------------ | --------------------------------- | --------- |
| 1    | 2011/12 | 4 februar 2012   | Hinzenbach   | Aigner-Schanze HS94               | NH        |
| 2    | 2011/12 | 5 februar 2012   | Hinzenbach   | Aigner-Schanze HS94               | NH        |
| 3    | 2012/13 | 9 December 2012  | Sochi        | RusSki Gorki HS106                | NH        |
| 4    | 2013/14 | 25 januar 2012   | Planica      | Normal bakke HS104                | NH        |
| 5    | 2013/14 | 26 januar 2012   | Planica      | Normal bakke HS104                | NH        |
| 6    | 2014/15 | 24. januar 2015  | Oberstdorf   | Schattenbergschanze HS106         | NH        |
| 7    | 2014/15 | 25 januar 2015   | Oberstdorf   | Schattenbergschanze HS106         | NH        |
| 8    | 2014/15 | 31. januar 2015  | Hinzenbach   | Aigner-Schanze HS94               | NH        |
| 9    | 2014/15 | 7. februar 2015  | Râșnov       | Trambulina Valea Cărbunării HS100 | NH        |
| 10   | 2014/15 | 15. februar 2015 | Ljubno       | Savina skihop Center HS95         | NH        |
| 11   | 2015/16 | 12 December 2015 | Nizhny Tagil | Tramplin Stork HS97               | NH        |
| 12   | 2015/16 | 14. februar 2016 | Ljubno       | Savina skihop Center HS95         | NH        |
| 13   | 2017/18 | 28 januar 2018   | Ljubno       | Savina skihop Center HS94         | NH        |

## Personlige liv
Hun blev gift med sin hustru i 2013.[kilde mangler]